# Heinz Kaufmann
Heinz Werner Alfred Kaufmann (20 de septiembre de 1913-31 de agosto de 1997) fue un deportista alemán que compitió en remo.
Participó en los Juegos Olímpicos de Berlín 1936, obteniendo una medalla de bronce en la prueba de ocho con timonel. Ganó una medalla de oro en el Campeonato Europeo de Remo de 1937.

## Palmarés internacional
| Juegos Olímpicos   | Juegos Olímpicos         | Juegos Olímpicos  | Juegos Olímpicos   |
| Año                | Lugar                    | Medalla           | Prueba             |
| ------------------ | ------------------------ | ----------------- | ------------------ |
| 1936               | Berlín (Alemania)        | Medalla de bronce | Ocho con timonel   |
| Campeonato Europeo |                          |                   |                    |
| Año                | Lugar                    | Medalla           | Prueba             |
| 1937               | Ámsterdam (Países Bajos) | Medalla de oro    | Cuatro con timonel |